# Bertha Wellin
Bertha Wellin, född 11 september 1870 i Runstens församling på Öland, död 27 juli 1951 i Hedvig Eleonora församling i Stockholm, var en svensk sjuksköterska och politiker. Hon blev en av de fem första kvinnorna i Sveriges riksdag vid valet 1921, och den första kvinnliga ledamoten för högern.

## Biografi
Bertha Wellin var dotter till kronofogden i Vickleby Alrik Wellin och Jenny Melén. Efter undervisning i hemmet blev hon 1894 fick hon elev vid Sturkska skolan, en högre elementarskola för flickor i Kalmar. Därefter praktiserade Wellin 1892–1894 på Kalmar lasarett och gick 1895–1897 på Sophiahemmets sjuksköterskeskola i Stockholm; hon utexaminerades med betyget Berömlig. Från juni 1900 tjänstgjorde hon som operationssköterska på Serafimerlasarettet i Stockholm. År 1907 reste hon till England för att studera hur man där arbetade med sociala frågor. Åter i Sverige blev hon föreståndare för barnavårdsbyrån inom Svenska fattigvårdsförbundet och samarbetade där med Kerstin Hesselgren. Hon blev 1910 styrelseledamot i Svensk sjuksköterskeförening (SSF), ordförande i samma förening 1914–1933 och ordförande från 1917 i dess förtroendenämnd. År 1920 blev hon ledamot av arbetsutskottet för sjuksköterskors samarbete i Norden och hon var med och grundade Svensk sjukskötersketidning och var ansvarig utgivare för tidningen 1911–1933.
Hon var ledamot i flera av Stockholms sjukhusstyrelser, till exempel för Sophiahemmets styrelse från 1917. År 1912 valdes hon till ledamot av Stockholms stadsfullmäktige för högern och hon blev ledamot i hälsovårdsnämnden år 1919.
Wellin invaldes vid valet 1921 i riksdagen som en av de första fem kvinnorna någonsin. Hon var ledamot för Stockholms stad i andra kammaren. Hon invaldes samtidigt som socialdemokraterna Nelly Thüring och Agda Östlund samt Liberala samlingspartiets Elisabeth Tamm. Kerstin Hesselgren valdes också som enda kvinna in i första kammaren. Wellin satt på ett mandat för det konservativa lantmanna- och borgarpartiet inom Allmänna valmansförbundet och hon satt i riksdagen under fjorton år. 
Wellin var också en stark förespråkare för sjuksköterskekallet och hon menade att sjukvårdsarbete är ett barmhärtighetsverk. Dessa tankar genomsyrade hennes arbete och frågor som rörde löner och arbetstider blev i det närmaste bannlysta inom föreningen. Tiderna kom emellertid att förändras och den sociala sammansättningen i sjuksköterskekåren med dem. Fler och fler utbildade sjuksköterskor kom från småborgerligheten och hade inget understöd hemifrån. De måste kunna leva på sitt arbete och reste därför större lönekrav. År 1932 nått ett plan där de inte kunde hållas tillbaka. Ett föreningsmöte beslutade då att omvandla organisationen till en fackförening. Under årsmötet 1933 insåg Wellin att hon kämpade mot alltför starka krafter och hon avsade sig sitt ordförandeskap. Under psalmsång tågade hon ut ur mötessalen för att aldrig mer sätta sin fot i Svensk sjuksköterskeförening.
År 1935 tilldelades hon Röda Korsets högsta utmärkelse för sjuksköterskor, Florence Nightingale-medaljen. År 1921 förlänades hon Illis Quorum.